# یاشکووا دولنا
یاشکووا دولنا (به لاتین: Jaszkowa Dolna) یک روستا در لهستان است که در گمینا کووزکو واقع شده‌است. یاشکووا دولنا ۱٬۴۰۰ نفر جمعیت دارد.